# 小谷博泰
小谷 博泰（こたに ひろやす、1944年1月9日 - ）は、日本の国語学者、歌人、甲南大学名誉教授。

## 人物
兵庫県神戸市生まれ。1966年甲南大学経済学部卒、74年同大学院文学研究科国文学科博士課程満期退学、同助手、76年講師。奈良教育大学講師、助教授、甲南大学文学部教授。2011年退任、名誉教授。上代日本語を専門とする。
短歌は安田章生に師事、結社「白珠」同人、「鱧と水仙」同人。 師・安田章生の、「一首のなかに文語と口語とを混用することも、美感を損しない限り許されるべきことであって、すべて窮屈に考える必要はない」という教えに従い、故郷の方言である播州弁を混交させた短歌を作る。

## 著書
- 『木簡と宣命の国語学的研究』和泉書院 1986
- 『みずいろ迷宮 歌集』ながらみ書房 白珠叢書 1992
- 『さようならやま 小谷博泰歌集』和泉書院 白珠叢書 1996
- 『日本語文法の原理と教育 超言語学ことはじめ』和泉書院 1997
- 『α階のS 歌集』青磁社 白珠叢書 2003
- 『木簡・金石文と記紀の研究』和泉書院 2006
- 『海辺の街から 小谷博泰歌集』短歌新聞社 白珠叢書 2011
- 『夢宿 歌集』和泉書院 白珠叢書 2013
- 『短歌つれづれホームページ』和泉書院 2015
- 『昼のコノハズク 歌集』いりの舎 白珠叢書 2015
- 『うたがたり 歌集』いりの舎 白珠叢書 2016
- 『小谷博泰著作集』全4巻　和泉書院、2017
- 『歌集 シャングリラの扉』いりの舎 2017
- 『歌集 カシオペア便り』私家版 2019
- 『歌集 河口域の精霊たち』和泉書院 2020
- 『歌集 時をとぶ町』飯塚書店 2020

## 論文
- 小谷博泰